# Hokus pokus Alfons Åberg (film)
Hokus pokus Alfons Åberg är en dansk-norsk-svensk animerad familjefilm från 2013. Filmen bygger på Gunilla Bergströms bok med samma namn. Rösten som Alfons och Mållgan görs av Markus Engdahl och rösten som pappa av Gustaf Hammarsten.

## Handling
7-åriga Alfons drömmer om att ha egen en liten hund. Han önskar en lekfull terrier, precis en sådan som trollkarlen har. Alfons är övertygad om att lite magi kan få hans drömmar att gå i uppfyllelse. När drömmen blir till verklighet vet han inte riktigt vad han ska tro.

## Svenska röster
- Markus Engdahl – Alfons/Mållgan
- Gustaf Hammarsten	– pappa Åberg
- Per Eggers – trollkarlen
- Gunilla Röör –  Singoalla
- Sofia Wendt – Milla
- Adrian Bratt – Viktor

## Om filmen
Hokus pokus Alfons Åberg producerades av Kristin Ulseth för Maipo Film- og TV-produksjon AS. Manus skrevs av HansÅke Gabrielsson och Tora Berg och filmen innehåller musik komponerad av Timbuktu, Ane Brun och Ping Pong. Filmen hade premiär den 23 augusti 2013 i Sverige.

## Mottagande
Filmen fick i Sverige genomgående treor och fyror i betyg och har medelbetyget 3,7/5 på Kritiker.se, baserat på tolv recensioner.